# Rosales (orde)
Rosales is een botanische naam, voor een orde van bloeiende planten: de naam is gevormd uit de familienaam Rosaceae. Een orde onder deze naam wordt universeel erkend door systemen van plantentaxonomie, al is het wel in een steeds wisselende samenstelling. De bekendste planten in deze orde zijn waarschijnlijk rozen, maar de familie bevat ook tal van vruchten als appels.
In het APG II-systeem (2003) is de omschrijving:
- orde Rosales
  - familie Barbeyaceae
  - familie Cannabaceae (Hennepfamilie)
  - familie Dirachmaceae
  - familie Elaeagnaceae (Duindoornfamilie)
  - familie Moraceae (Moerbeifamilie)
  - familie Rhamnaceae (Wegedoornfamilie)
  - familie Rosaceae (Rozenfamilie)
  - familie Ulmaceae (Iepenfamilie)
  - familie Urticaceae (Brandnetelfamilie)

Dit is een lichte wijziging ten opzichte van het APG-systeem (1998) dat nog de aparte families Cecropiaceae en Celtidaceae erkende en voor de orde dus de volgende omschrijving hanteerde:
- orde Rosales
  - familie Barbeyaceae
  - familie Cannabaceae
  - familie Cecropiaceae
  - familie Celtidaceae
  - familie Dirachmaceae
  - familie Elaeagnaceae
  - familie Moraceae
  - familie Rhamnaceae
  - familie Rosaceae
  - familie Ulmaceae
  - familie Urticaceae

Ook het Cronquist-systeem (1981) erkende een orde onder deze naam, met een plaatsing in de onderklasse Rosidae. Deze orde was heel anders van samenstelling:
- orde Rosales
  - familie Alseuosmiaceae
  - familie Anisophylleaceae
  - familie Brunelliaceae
  - familie Bruniaceae
  - familie Byblidaceae
  - familie Cephalotaceae
  - familie Chrysobalanaceae
  - familie Columelliaceae
  - familie Connaraceae
  - familie Crassulaceae
  - familie Crossosomataceae
  - familie Cunoniaceae
  - familie Davidsoniaceae
  - familie Dialypetalanthaceae
  - familie Eucryphiaceae
  - familie Greyiaceae
  - familie Grossulariaceae
  - familie Hydrangeaceae
  - familie Neuradaceae
  - familie Pittosporaceae
  - familie Rhabdodendraceae
  - familie Rosaceae
  - familie Saxifragaceae
  - familie Surianaceae

In het systeem van Armen Takhtajan was de orde veel kleiner:
- orde Rosales
  - familie Rosaceae
  - familie Neuradaceae

In het Wettstein-systeem (1935), waar de orde werd ingedeeld in de onderklasse Choripetalae, had ze de volgende samenstelling:
- orde Rosales
  - familie Brunelliaceae
  - familie Bruniaceae
  - familie Byblidaceae
  - familie Crassulaceae
  - familie Chrysobalanaceae
  - familie Connaraceae
  - familie Crossosomataceae
  - familie Cunoniaceae
  - familie Hydrostachyaceae
  - familie Mimosaceae
  - familie Myrothamnaceae
  - familie Papilionaceae
  - familie Pittosporaceae
  - familie Podostemonaceae [sic, nu Podostemaceae ]
  - familie Roridulaceae
  - familie Rosaceae
  - familie Saxifragaceae